# Ұ (слово ћирилице)
Ұ ұ (Ұ ұ; укосо: Ұ ұ) је слово ћириличног писма. Зове се казашко кратко У. Његов облик је изведен од ћириличног слова Уе (Ү ү) са додатим хоризонталним потезом кроз њега.
Казашко кратко У се користи у азбуци казашког језика, где представља заобљен самогласник /у/ (ипсилон), или скоро блиски близу-задњи заокружени самогласник /ʊ/.  У другим околностима, користи се као замена за претходно слово да представља блиски предњи заобљени самогласник /y/ (ипсилон) у ситуацијама када би се лако помешало са ћириличним словом У (У у). На казашком је романизовано као ⟨у⟩ током реформи 2021. године.

## Рачунарски кодови
У Unicode-у, ово слово се зове [STRAIGHT U WITH STROKE].
| Знак                      | Ұ                                              | Ұ                                              | ұ                                            | ұ                                            |
| ------------------------- | ---------------------------------------------- | ---------------------------------------------- | -------------------------------------------- | -------------------------------------------- |
| Назив у Уникоду           | CYRILLIC CAPITAL LETTER STRAIGHT U WITH STROKE | CYRILLIC CAPITAL LETTER STRAIGHT U WITH STROKE | CYRILLIC SMALL LETTER STRAIGHT U WITH STROKE | CYRILLIC SMALL LETTER STRAIGHT U WITH STROKE |
| Врста кодирања            | децимална                                      | хексадецимална                                 | децимална                                    | хексадецимална                               |
| Уникод                    | 1200                                           | U+04B0                                         | 1201                                         | U+04B1                                       |
| UTF-8                     | 210 176                                        | D2 B0                                          | 210 177                                      | D2 B1                                        |
| Нумеричка референца знака | &#1200;                                        | &#x4B0;                                        | &#1201;                                      | &#x4B1;                                      |

## Слична слова
• Ү ү : Ћириличко слово право У.
• Ӱ ӱ : Ћириличко слово У са дијарезом/умлаутом.
• Ü ü : Латиничко слово U са дијарезом/умлаутом.
• У у : Ћириличко слово У.
• U u : Латиничко слово U.